# Norsborgsdepån

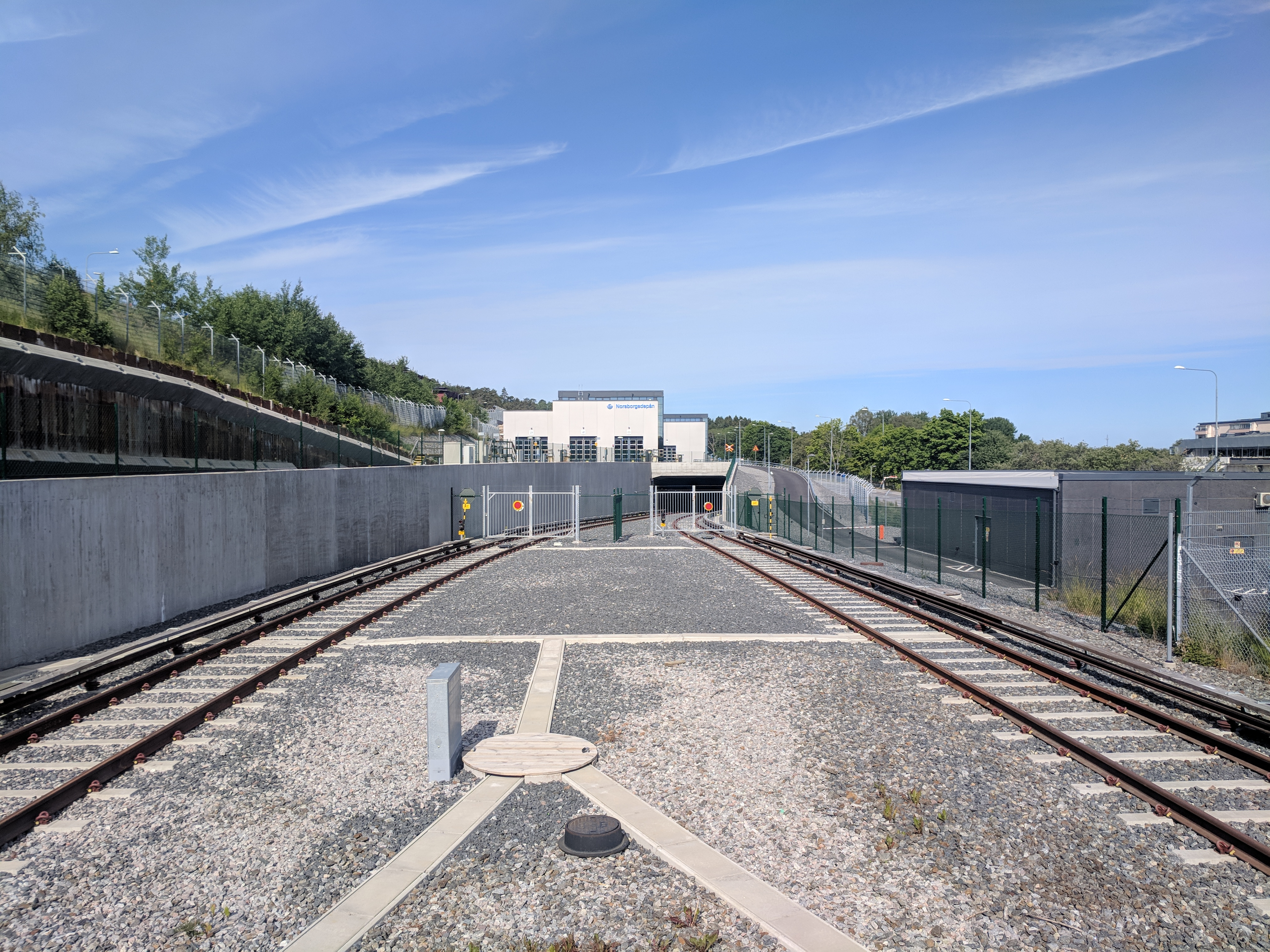
Infart till depån, juni 2018.

Norsborgsdepån är en depå för Röda linjen i Stockholms tunnelbana. Depån ligger 18 till 37 meter ner i Aspberget och Eriksbergsåsen under bostadsorådet Eriksberg i Botkyrka kommun och är ansluten till tunnelbanan vid Norsborgs station. 

## Beskrivning
Detaljplanen antogs i december 2011 och vann laga kraft 2012-01-19. Arbetena för anläggningen började under februari 2012 med uppsättning av ett stort skyddsplank och omdragning av ledningar för el, vatten och avlopp, varför Sankt Botvids väg fick flyttas en bit söderut under en tid.
 Depån var färdigbyggd i december 2016.
Byggnaden ovan mark är drygt 200 meter lång. I berget kan det stå 17 tåg. Depån används av den nya typen av tunnelbanevagnar, C30.

## Bilder

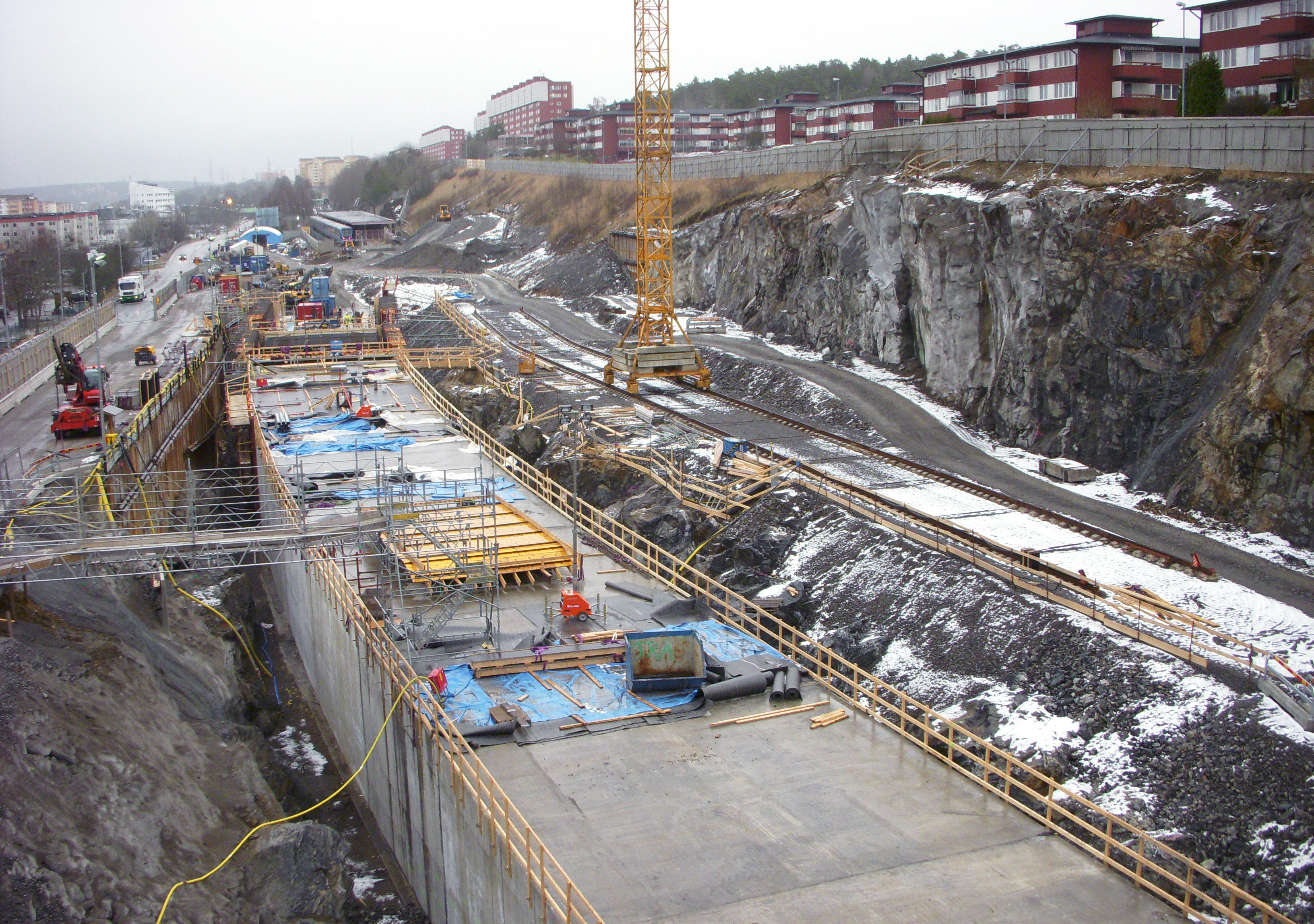
Anläggningsarbetena längs Hallundavägen, mars 2014
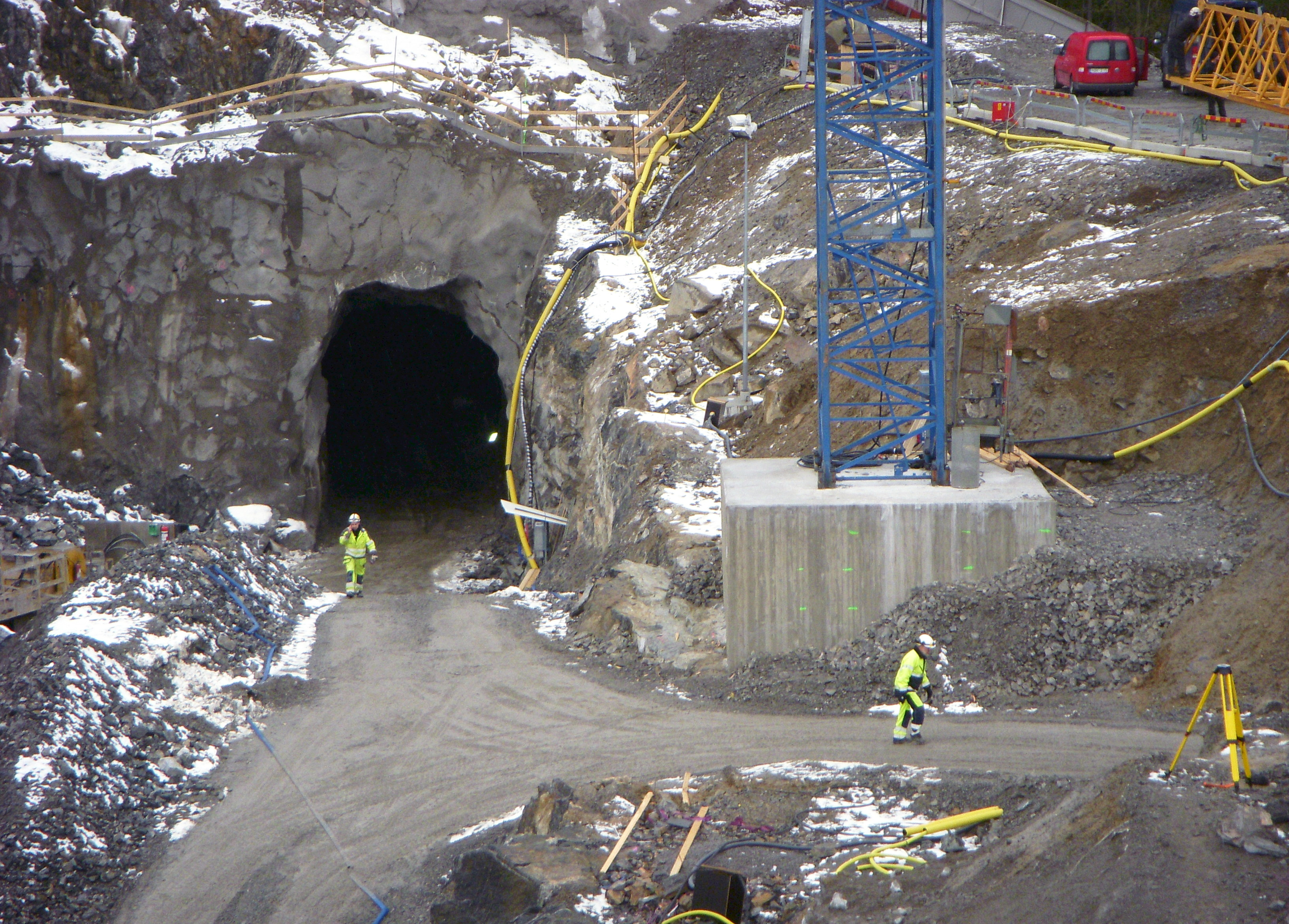
Anläggningsarbetena längs Hallundavägen, mars 2014
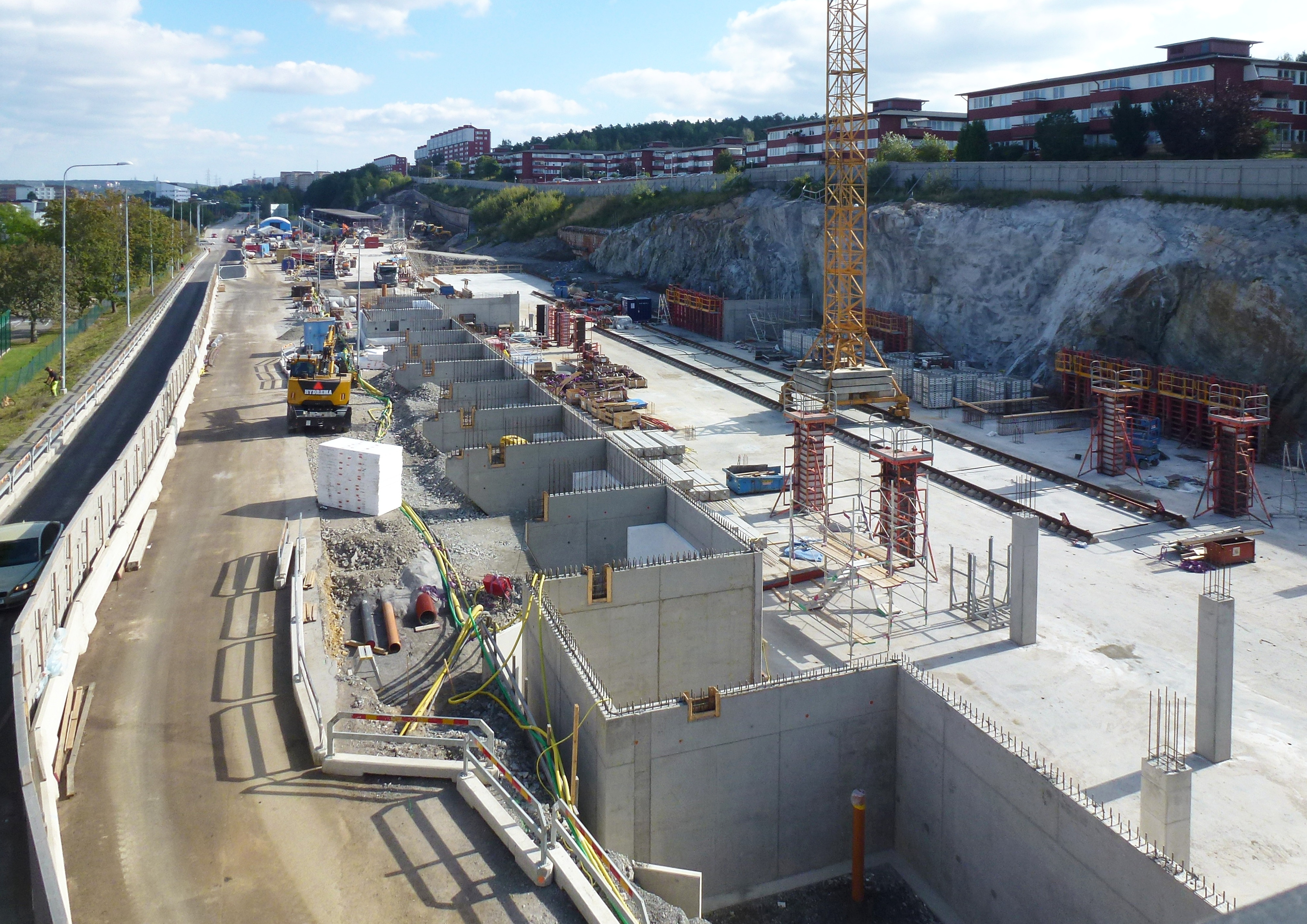
Anläggningsarbetena längs Hallundavägen, september 2014
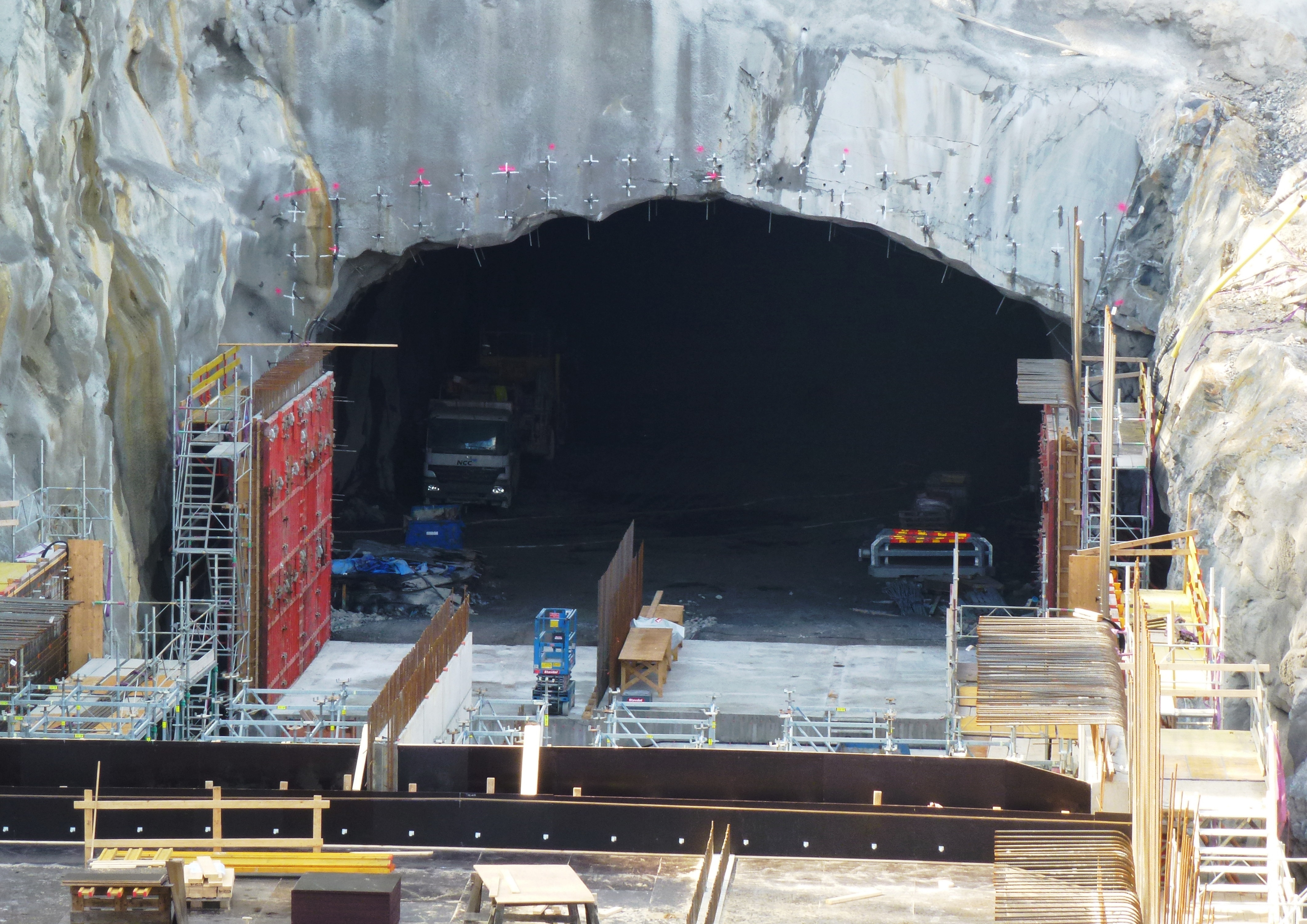
Anläggningsarbetena längs Hallundavägen, september 2014
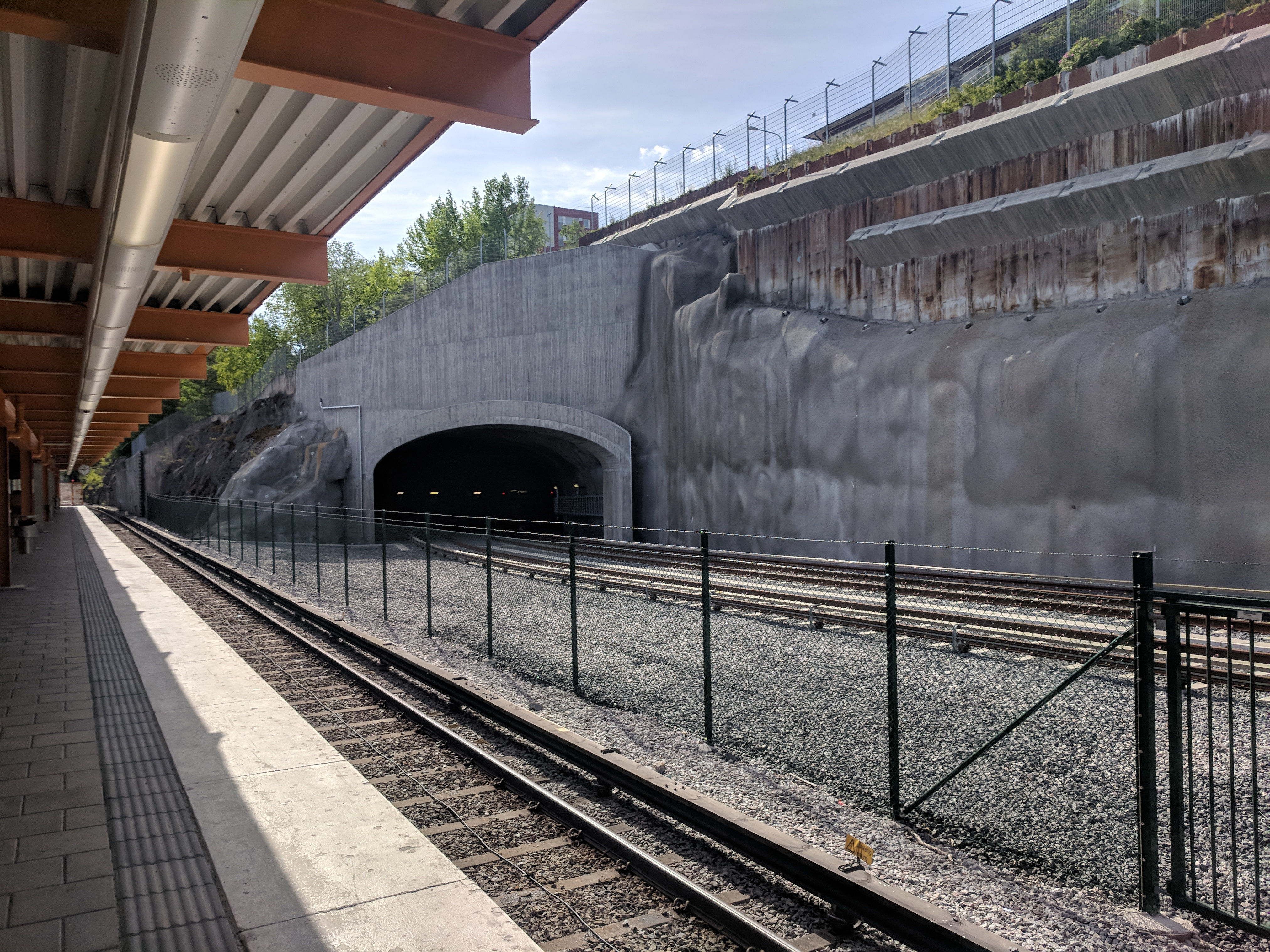
Ingång till tunneln från stationen Norsborg, juni 2018